# Berthold II van Andechs
Berthold II van Andechs (overleden op 27 juni 1151) was van 1120 tot aan zijn dood graaf van Andechs. Hij behoorde tot het huis Andechs.

## Levensloop
Berthold II was de tweede zoon van graaf Arnold IV van Andechs en diens echtgenote Gisela van Schweinfurt, dochter van hertog Otto III van Zwaben.
Na de dood van zijn oudere broer Arnold V in 1120 erfde hij de Beierse bezittingen van zijn familie rond de Ammersee en de Starnberger See, evenals de bezittingen in Opper-Franken. Rond dezelfde periode volgde hij ook het huis Sigimar op als voogd van de Abdij van Benediktbeuern, waarmee het huis Andechs fors aan invloed won. Bovendien was hij medestichter van de Abdij van Dießen en onderhield hij goede contacten met de Abdij van Admont in het markgraafschap Stiermarken.
Aan het begin van zijn bewind liet Berthold een nieuwe residentie bouwen op een heuvel nabij Andechs, die later de site zou vormen van de Abdij van Andechs. In de jaren 1130 liet hij ook het kasteel Plassenburg ten noorden van Bayreuth en vanaf 1137 liet hij zich graaf van Plassenburg noemen. Bovendien was hij waarschijnlijk de stichter van de stad Kulmbach, hoewel die pas in 1174 voor het eerst werd vernoemd. 
Berthold huwde met Sophia (overleden in 1132), dochter van markgraaf Poppo II van Istrië. Zij bracht meer prestige in het huis Andechs en voor de eerste bezittingen van de familie in het zuidoosten van de Alpen. Als achterkleindochter van koning Béla I van Hongarije, was ze bovendien van koninklijken bloede. Toen Sophia's neef, markgraaf Poppo III van Istrië, in 1141 kinderloos stierf, werden diens bezittingen verdeeld tussen de echtgenoten van zijn vrouwelijke familieleden. Hierdoor verwierven Berthold II, de graven van Sponheim en de graven van Bogen ruime landerijen in Krain, Neder-Stiermarken en Karinthië. Tussen 1143 en 1147 werd Berthold bovendien graaf van Stein. 
Na 1140 leefde Berthold II vooral aan het hof van Rooms-Duits koning Koenraad III. Dit kwam vooral door zijn dispuut met de bisschop van Bamberg, die zijn wereldlijke macht in Opper-Franken bedreigd zag door Berthold II. In 1151 stierf Berthold.

## Huwelijken en nakomelingen
Eerst huwde Berthold II met Sophia, dochter van markgraaf Poppo II. Uit dit huwelijk werden vier kinderen geboren:
- Poppo (overleden rond 1160), graaf van Andechs
- Berthold III (overleden in 1188), graaf van Andechs en markgraaf van Istrië
- Otto (overleden in 1196), bisschop van Brixen en bisschop van Bamberg
- Gisela (overleden na 1150), huwde met graaf Diepold II van Berg-Schelklingen

Na de dood van Sophia hertrouwde hij met Cunigunde, dochter en erfgename van graaf Egbert II van Formbach-Pitten. Ze kregen volgende kinderen:
- Mechtildis (overleden in 1160), abdis in de Abdij van Edelstetten
- Euphemia (overleden in 1180), abdis in de Abdij van Edelstetten
- Cunigunde (overleden in 1139), zuster in de Abdij van Admont